# Dane przestrzenne
Dane przestrzenne – dane odnoszące się bezpośrednio lub pośrednio odniesione do określonego położenia lub obszaru geograficznego.
Dane te określają położenie, wielkość, kształt oraz związki topologiczne zachodzące między tymi obiektami, zjawiskami lub procesami. Dane przestrzenne, w formie cyfrowej, mogą występować jako dane rastrowe lub dane wektorowe. Obraz tych danych składa się na treść mapy numerycznej.